# Лесньовські
Лесньовські — шляхетські роди.

## гербу Гримала
Небагатий великопольський рід, дідичне село — Лесьнево (Леснево, Leśniewo).

### Особи
- Пйотр
  - Мацей (Матеуш) бл. 1570—1638) — член військової ради при Янові Карлу Ходкевичу, комісар із козацьких справ, белзький каштелян, староста білокамінський, канівський, браїлівський, раціборський; дружина — Марина Лащ (перший її чоловік — князь Андрій Боремльський ((1553—1612)), з яким мала сина Андрія. Завдяки вдалому одруженню увійшов у посідання багатих маєтностей — приданого дружини на Волині (зокрема, Корсова, Сестрятина). Діти:
    - Ян (помер між 1613 і 1619)
    - Миколай — канівський староста з 1626 року, дружина — Олександра Вельгорська, подала позов на тестя і своячку щодо безправного її вигнання з маєтностей (Корсів, Лешнів, Сестрятин, Гримайлів)
    - Катажина — дружина Героніма Харленського (староста луцький, канівський)